# إرفين غونزاليس
إرفين غونزاليس (بالإسبانية: Ervin González)‏ (25 أغسطس 1985 في كولومبيا - ) هو لاعب كرة قدم كولومبي في مركز الهجوم. لعب مع أتليتيكو هويلا ونادي ميلوناريوس ولا إكويداد ‏ وديبورتيفو بيريرا.

## وصلات خارجية
- إرفين غونزاليس على موقع قاعدة بيانات كرة القدم.إي يو (الإنجليزية)
- إرفين غونزاليس على موقع Soccerway.com (الإنجليزية)